# If I Needed Someone
If I Needed Someone è un brano musicale dei Beatles, composto da George Harrison, pubblicato nell'album Rubber Soul.

## Composizione
La canzone è stata fortemente influenzata dallo stile musicale dei Byrds. In un'intervista del 2004 alla BBC, Roger McGuinn confermò che Harrison gli inviò una registrazione su nastro della canzone a Los Angeles prima che fosse pubblicata. Harrison fece questo per dimostrare a McGuinn che l'assolo di chitarra usato in If I Needed Someone era basato sull'assolo della canzone dei Byrds The Bells of Rhymney.
If I Needed Someone fu l'unica composizione di Harrison suonata in tutti i tour dei Beatles, e insieme a Nowhere Man fu l'unico brano facente parte del Rubber Soul a venir riprodotto durante i concerti. La canzone fu suonata nell'ultimo tour fatto nel Regno Unito nel 1965, nel 1966 al New Musical Express Poll-Winners All-Star Concert e nello stesso anno al tour fatto d'estate in Germania, ed anche all'ultimo concerto fatto dal gruppo, eseguito al Candlestick Park il 29 agosto 1966.

## Registrazione
George Martin fu il produttore delle sessioni per la registrazione dei Beatles di If I Needed Someone, insieme a Norman Smith e Ken Scott.
La traccia ritmica del brano fu registrata nello studio due degli Abbey Road Studios, in una singola registrazione il 16 ottobre 1965, finendo poco prima di mezzanotte; la sessione in cui fu registrata la canzone era stata principalmente spesa per le registrazioni del prossimo singolo, Day Tripper. La parte del basso fu suonata da McCartney su un basso Rickenbacker 4001S mancino; l'assolo e i vari ritocchi furono invece suonati da Harrison su una chitarra Rickenbacker 360/12 del 1965. Ritornarono in studio due giorni dopo, sovraincisero i cori di Lennon e McCartney, la voce di Harrison e Starr aggiunse un tamburello.
La versione su mono fu effettuata il 25 ottobre, ed il 26 effettuarono la versione stereo, lo stesso giorno in cui vennero insigniti della onorificenza di Membri dell'Ordine dell'Impero Britannico dalla regina Elisabetta II a Buckingham Palace. Entrambe queste versioni si possono trovare sul box set The Beatles in Mono.
George Martin creò un'altra versione stereo nel 1987 per la distribuzione su CD di Rubber Soul. Questa versione può essere trovata sul The Beatles Stereo Box Set.

## Formazione[13]
- George Harrison – voce, chitarra
- John Lennon – cori, chitarra ritmica
- Paul McCartney – cori, basso
- Ringo Starr – batteria, tamburello
- George Martin – armonium

## Cover

### La versione degli Hollies
Non era passato neanche un mese dalla registrazione di If I Needed Someone quando gli Hollies vennero portati a una demo del brano dal loro produttore Ron Richards. Registrarono il brano in tre riprese il 17 novembre 1965 nello stesso studio dei Beatles, e venne commercializzato dalla Parlophone il 3 dicembre dello stesso anno, lo stesso giorno di Rubber Soul. Il singolo fu invece distribuito negli Stati Uniti dalla Imperial Records nel novembre del 1967.
If I Needed Someone fu la prima canzone composta da Harrison a raggiungere il 1º posto nelle classifiche; la versione degli Hollies raggiunse solamente la 20º. Molti percepirono la cover come un tentativo degli Hollies di seguire la scia del successo del gruppo proveniente da Liverpool. Harrison in un'intervista rilasciata alla NME definì la cover «spazzatura» creando non pochi attriti tra i gruppi. Ma le due versioni avevano un arrangiamento pressappoco uguale, quella degli Hollies si differenziava però per un riff di chitarra ancora più esasperato.